# Даран, Даниил
Даниил Борисович Даран (Райзман, Райхман) (16 марта 1894 года, Воронеж, Российская империя — 4 июня 1964 года, Москва, РСФСР, СССР) — советский художник-график и сценограф.

## Биография
Родился 16 марта 1894 года в Воронеже.
С 1909 по 1916 годы — учился в Боголюбовском рисовальном училище в Саратове под руководством Уткина Петра Саввича.
С 1917 года начал принимать участие в художественных выставках.
До 1921 года жил в Саратове, затем перебрался в Москву.
Сотрудничал с редакциями газеты «Гудок» и журналов «Беднота», «Лапоть» и «Крокодил», создавал иллюстрации, кроме прочих, для Государственного литературного издательства и издательства «Советский писатель».
В 1923 году занимался преподавательской деятельностью в художественной студии «Красный луч» Мосэнерго.
В 1929—1931 годах был членом художественной группы «13» (Тринадцать).
С 1950 по 1955 год работал преподавателем в Казанском художественном училище.
Даниил Борисович Даран скончался 4 июня 1964 года в Москве.
Творческие работы художника представлены в коллекциях Государственного музея изобразительных искусств имени А. С. Пушкина, Государственного Русского музея и других музеях.

Д. Б. Даран выполняет свои рисунки и акварели только с натуры, но заимствует у нее лишь то, что совпадает с яркостью первых, наиболее сильных впечатлений. Да и изображает – он лишь то, что сразу и крепко его взволнует. Он – поэт мгновенного, подвижного, пленительно-зыбкого. Отсюда – его лаконичный, импрессионистский почерк, острота и упрощенность его письма, его всегдашняя погоня за трудно-улови-мым и мимолетным, требующая большого напряжения и «работы на нервах».— А. Г. Ромм, Акварели Дарана, 

## Творческая деятельность, участие в выставках
Работал в графических техниках: акварель, тушь, офорт, в основном исполнял пейзажные работы, портреты и жанровые сюжеты.
Занимался оформлением и иллюстрацией книг, рисовал плакаты.
Оформил издания: «Рассказы» (1933), «Избранные произведения» А. М. Горького (1936), «Школа» А. П. Гайдара (1934), трилогию «Детство Темы», «Гимназисты» и «Студенты» Н. Г. Гарина-Михайловского (1936), «Братья Земгано» Э. Гонкура (1934, 1957), «Избранные стихотворения» А. Исаакяна (1945), «Избранное» А. Мачадо-и-Руиса (1948), «Командир Марсо» Ж. Лаффита (1955), «Оттепель» И. Г. Эренбурга (1956), «В гостях у молодежи» С. Г. Гехта (1960), «Мечта моя, цирк…» В. М. Зверевой и В. А. Зверева (1964) и другие.
Работал над графическими сериями «Балет» (1920 — Начало 1960-х), «Цирк» (1930—1950), «Ню» (1940), «Подмосковные города» (1940).
Участие в выставках
- «Вторая передвижная выставка» в Нижнем Новгороде, Казани, Свердловске и других советских городах (1930)
- Выставка «Ассоциации художников-графиков при Доме печати» (1-я, 2-я, 3-я выставки графики) (1926, 1927 и 1928)
- «Выставка приобретений государственной комиссии по приобретениям изобразительных искусств за 1928—1929 годы» (1930)
- Зарубежные выставки советского искусства в Лондоне (1930), в Цюрихе (1931), Кёнигсберге (1932)
- Выставка «Художники РСФСР за XV лет» (1933—1934)
- Выставка «Советская иллюстрация к художественной литературе за 5 лет. 1931—1936» (1936)
- «Выставка офорта. 1934—1944» (1944)
- Выставка акварели и керамики советских художников (1960)
- Художественная выставка «Физкультура и спорт в изобразительном искусстве» в Москве (1962)
- персональные выставки в Москве (1946, 1962 и 1964)